# الملائكة المقربون
الملائكة المقربون وهم حملة العرش ومن حوله، والمسمون أيضًا بالكروبيين، قال ابن الأثير: (وفي حديث أبي العالية: «الكروبيين سادة الملائكة» هم المقربون). وقال ابن كثير وقد ذكر أقسام الملائكة: ومنهم الكروبيون الذين هم حول العرش، وهم أشرف الملائكة مع حملة العرش، وهم الملائكة المقربون كما قال تعالى: ﴿لَّن يَسْتَنكِفَ الْمَسِيحُ أَن يَكُونَ عَبْداً لِّلّهِ وَلاَ الْمَلآئِكَةُ الْمُقَرَّبُونَ﴾. وأفضل المقربين رؤساء الملائكة الثلاثة الذين كان النبي ﷺ يذكرهم في دعائه الذي يفتتح به صلاته إذا قام من الليل فيقول: «اللهم رب جبريل وميكائيل وإسرافيل فاطر السموات والأرض...»؛ قال ابن القيم في هذا الحديث: «فذكر هؤلاء الثلاثة من الملائكة لكمال اختصاصهم واصطفائهم وقربهم من الله، وكم من ملك غيرهم في السماوات فلم يسم إلا هؤلاء الثلاثة، فجبريل صاحب الوحي الذي به حياة القلوب والأرواح، وميكائيل صاحب القطر الذي به حياة الأرض والحيوان والنبات، وإسرافيل صاحب الصور الذي إذا نفخ فيه أحيت نفخته بإذن الله الأموات وأخرجتهم من قبورهم».